# Александър Беляев (дипломат)
Александър Константинович Беляев (на руски: Александр Константинович Беляев) е руски дипломат, служил на Балканите и в Близкия изток в края на XIX – началото на XX век.

## Биография
Беляев е действителен статски съветник. В 1894 година постъпва на служба в руското външно министерство. От 1895 година е секретар на руското консулство в Скопие. В 1897 година става секретар и драгоманин на консулството в Ерзурум. В 1899 година отново се връща на Балканите и става вицеконсул в Призрен, а от 1903 година е консул в Скопие. В 1907 година е генерален консул в Смирна. От 1911 до 1913 година Беляев е генерален консул в Солун, а от 1913 до 1916 година - политически агент в Букурещ. След Февруарската революция през март 1917 година става началник на Близкоизточния отдел на руското външно министерство. След установяването на болшевиките на власт бяга в емиграция в Югославия.